# Limmareds kyrka
Limmareds kyrka är en kyrkobyggnad i Limmareds samhälle i Tranemo kommun. Den tillhör sedan 2014 Länghems församling (tidigare Södra Åsarps församling) i Göteborgs stift.

## Historia
Tidigare fanns en medeltida träkyrka söder om gården Limmared som tillhörde Limmareds församling som upphörde efter 1546. Grunden som mäter 14 x 8 meter är fortfarande synlig. Redan år 1917 togs kollekt upp för byggandet av en kyrka i Limmared. Den uppfördes 1957 efter ritningar av arkitekt Martin Westerberg och invigdes den 6 oktober 1957.

## Kyrkobyggnaden
Byggnaden är av vitputsat tegel och består av en kyrksal med ett vidbyggt församlingshem vid södra sidan. Gudstjänstlokalen består av ett rektangulärt långhus med rakt avslutat kor i öster. Vid södra sidan finns en vidbyggd sakristia. Kyrkan täcks av ett valmat sadeltak som är klätt med skiffer. 
Kyrkorummets innertak är ett tredingstak klätt med mörkt trä. Golvet är av ekparkett med stavar lagda i öst-västlig riktning.  

## Klockstapel och klockor
En fristående klockstapel är uppförd 1955 och består av en öppen träkonstruktion av grova stockar. I stapeln hänger två kyrkklockor som är gjutna av M & E Ohlssons klockgjuteri i Ystad.

## Inventarier
- Dopfunten av täljsten är tillverkad av AB Borghamns kalkstensbrott och har ett dopfat av silver.
- Sex ljuskronor är tillverkade av Pukeberg glasbruk.
- Vid norra korväggen finns en predikstol av ek. Predikstolen saknar ljudtak.

### Orgel
Orgeln är byggd 1964 av Tore Lindegren och har fjorton stämmor fördelade på två manualer och pedal.